# Стефан Баторий

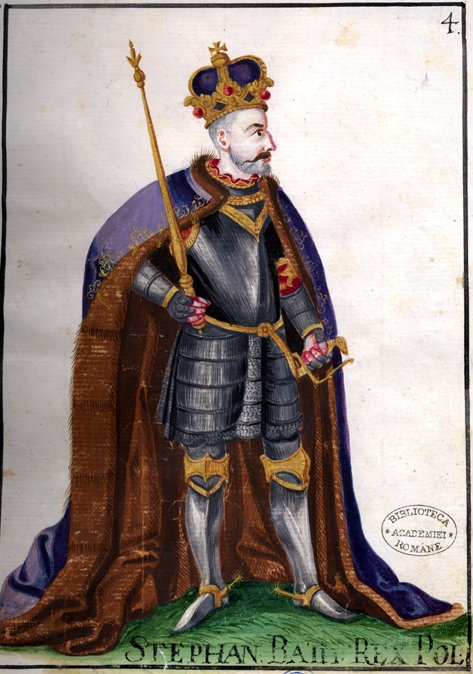
Стефан Баторий

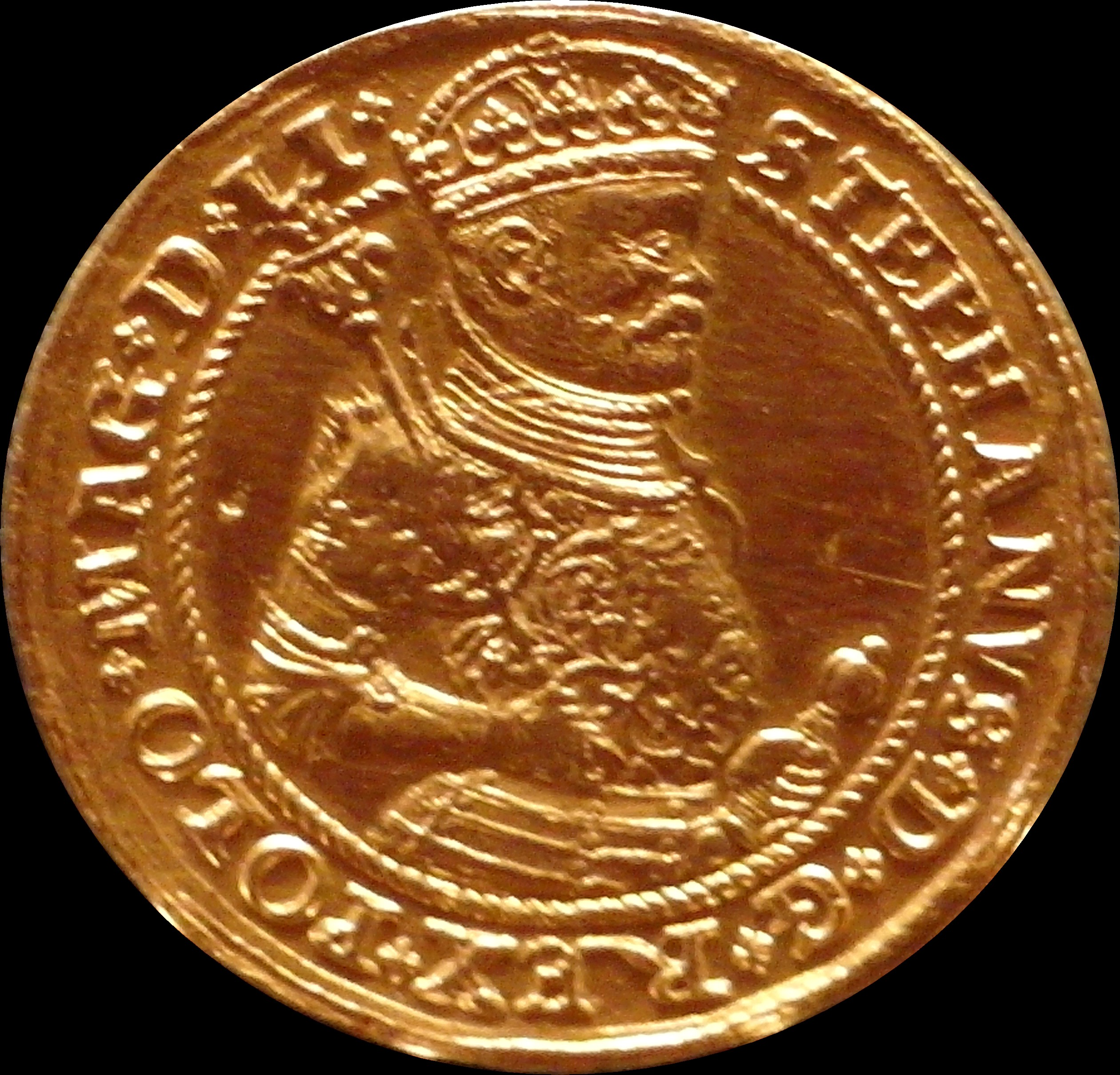
Стефан Баторий на монете

Сте́фан Бато́рий (И́штван Ба́тори), также встречается западнорусский вариант Батура (венг. Báthory István, рум. Ştefan Báthory, пол. Stefan Batory, лит. Steponas Batoras, бел. Стэфан Баторый / Сцяпан (Стафан) Батура; 27 сентября 1533, Шимлеу-Силванией — 12 декабря 1586, Гродно) — король польский и великий князь литовский (с 1576).
Полный королевский титул: Божьей милостью король польский, великий князь литовский, русский, прусский, мазовецкий, жемайтский, киевский,  волынский, подляшский, инфлянтский, а также князь семиградский.

## Биография

### До избрания королём
Родился в Трансильвании (Семиградье) в семье князя Иштвана IV Батори и Катерины Телегди, дочери венгерского коронного подскарбия Стефана Телегди.
Учился в Падуанском университете. В 1571 году в результате короткой гражданской войны стал трансильванским князем.

### Избрание королём
После бегства в июне 1574 года из Польши во Францию короля Генриха Валуа, который был избран польско-литовским королём годом ранее, в Речи Посполитой наступил период бескоролевья (1574—1576).
Православные западно-русские шляхтичи (среди которых выделялся Кшиштоф Граевский) выдвинули в кандидаты на польскую корону царя Ивана IV — в целях заключения унии с Русским царством и ведения совместной борьбы против турок и крымских татар. Другая часть шляхты помышляла об избрании Пяста, что в данном случае означало польского кандидата, который мог и не принадлежать к роду Пястов. Затем, как кандидаты, выдвигались император Священной Римской империи Максимилиан II и его сын — австрийский эрцгерцог Эрнст, которые также придерживались курса на борьбу с Турцией и были поддержаны Москвой.
Турецкий султан Селим II прислал шляхтичам грамоту с требованием, чтобы они не выбирали в короли императора Священной Римской империи Максимилиана II, и в качестве одного из претендентов был назван вассал Османской империи трансильванский князь Стефан Баторий. На сейме в Варшаве произошёл раскол и отпали различные кандидаты: австрийские эрцгерцоги, шведский король Иоанн и его сын Сигизмунд, рождённый от Екатерины Ягеллонки, Альфонс Феррарский и Иван Грозный. Сенаторы настаивали на кандидатуре Максимилиана II, а шляхта на кандидатуре Пяста. Примас по настоянию сенаторов назвал Максимилиана, избрание которого провозгласил великий коронный маршалок Анджей Опалинский. Шляхта, во главе которой был Ян Замойский, застигнутая врасплох и не имевшая сильного кандидата, выдвинула популярную в народе Анну Ягелонку, сестру Сигизмунда Августа, — лишь бы не допустить к правлению Габсбурга. Шляхта провозгласила её польской королевой, королём же — Стефана Батория, с условием, что он женится на наследнице престола. 
Чтобы не допустить Максимилиана, вооружённая шляхта собралась под Енджеевом и заняла Краков, из которого удалили императорских послов. Татарский набег в сентябре—октябре 1575 года на восточные земли Речи Посполитой (Подолию, Волынь и Червонную Русь) лишь подтолкнул средне-поместную шляхту к кандидатуре Батория. Австрийская партия сопротивлялась назначению Батория, особенно жители Гданьска, но неожиданная смерть Максимилиана (1576) положила конец опасности гражданской войны.
В 1575 году Стефан Баторий, в соответствии с условиями избрания на престол, был повенчан с Анной Ягеллонкой (ум. 1596).
В 1576 году членами избирательного сейма Великого княжества Литовского провозглашён великим князем литовским.

### Правление Стефана Батория
В 1578 году Стефан приобрел для рода Батори права на престол Ливонского Королевства. Будучи по национальности венгром (секеем) и зная венгерский, валашский и венетский языки, Стефан национальными языками подвластного ему населения Речи Посполитой почти не владел и с подданными изъяснялся на латыни, на которой проходило его обучение в итальянском университете. Организовал войска реестровых казаков по образцу трансильванских секеев.
По возвращении с Ливонской войны с Московским государством, последние несколько лет жил в городе Гродно, где реконструировал Старый замок под новую королевскую резиденцию. На одном из сеймов, где опирался на шляхту, для проведения своей политики, король вступил в борьбу с аристократией, не уважавшей правительственной власти и Батория  заявил, что не желает быть королём только по имени: «Я хочу быть Государем и не потерплю, чтобы мне кто-нибудь указывал». Несмотря на привилегию он приказал заключить в тюрьму, а потом казнить одного из литовских панов Григория Осьцика и Самуила Зборовского, поднимавших смуту против короля, братья последнего были преданы сеймовому суду.

## Внутренняя политика
Стремился к укреплению королевской власти, вёл борьбу с магнатами, оказывал поддержку католическому духовенству и иезуитам в противостоянии реформационным движениям. Некоторое время был союзником Турции, затем участвовал в создании антитурецкой лиги. Был одним из самых решительных и успешных военных противников Москвы.

Из внутренних реформ, введенных Баторием в Польше, особенно заслуживает внимания устройство запорожских казаков, которым он дал правильную организацию, наделил землями, позволил самим выбирать гетмана и все военное начальство, оставляя за королём право наделения гетмана знаменем, «булавой» и печатью и утверждения его после принятия присяги на верность. За это был установлен как «патрон», формально первый гетман запорожских казаков. Желая восстановить не только политический, но и духовный мир в Польше, Баторий старался привести к соглашению с католичеством диссидентов, для чего не прибегал, однако, никогда к насилию, но старался действовать гуманно и мирно.

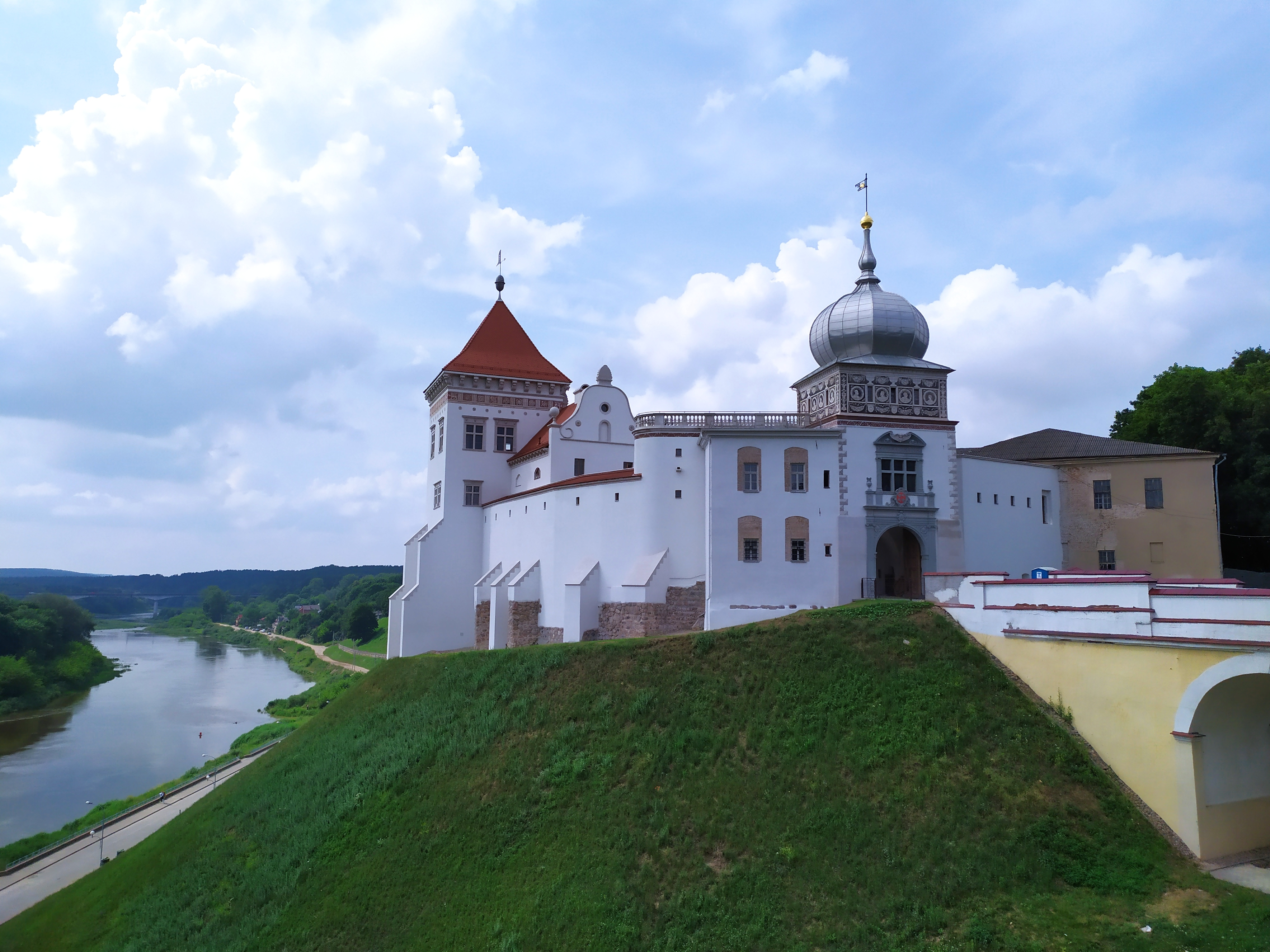
Замок Батория в Гродно — любимая резиденция монарха

Король управлял страной без знания языков своих подданных (пользовался латынью), регулярно декларировал свою личную приверженность католицизму, а для осуществления многочисленных реформ постоянно нуждался в грамотных исполнителях. Таких людей ему могла дать только эффективно работающая система школ. Её он увидел у иезуитов. Поэтому первый коллегиум для иезуитов он учредил у себя на родине в Коложваре (ныне Клуж-Напока; 1579). А затем в течение пяти лет были основаны иезуитские коллегиумы в Люблине (1581), Полоцке (1582), Риге (1582), Калише (1583), Несвиже (1584), Львове (1584) и Дерпте (1586). Для основания коллегиумов в Гродно и Бресте не хватило кадровых ресурсов у провинции ордена и времени жизни у короля.
В связи с нацеленностью внешней политики на восток Баторий стремился развивать инфраструктуру государственного управления в границах Великого княжества Литовского, планировал перенести столицу Речи Посполитой в Гродно, где перестроил королевский замок, и поддержал иезуитов в стремлении создать высшее учебное заведение в княжестве. 1 апреля 1579 года выдал привилей, согласно которому учреждённая в 1570 году в Вильне иезуитская коллегия преобразовывалась в Академию и университет Виленский Общества Иисуса (Almae Academia et Universitas Vilnensis Societatis Jesu). Булла папы римского Григория XIII 30 октября 1579 года подтвердила привилей Стефана Батория, дата её считается датой основания Вильнюсского университета.
В 1579 году упорядочил денежное обращение, установив при этом польский грош главным платежным средством.
Преследуя дерзких и своевольников, Баторий возвышал людей, поддерживающих его планы делом и советом.

## Полководец

Раздел Ливонии между Данией, РП и Швецией.

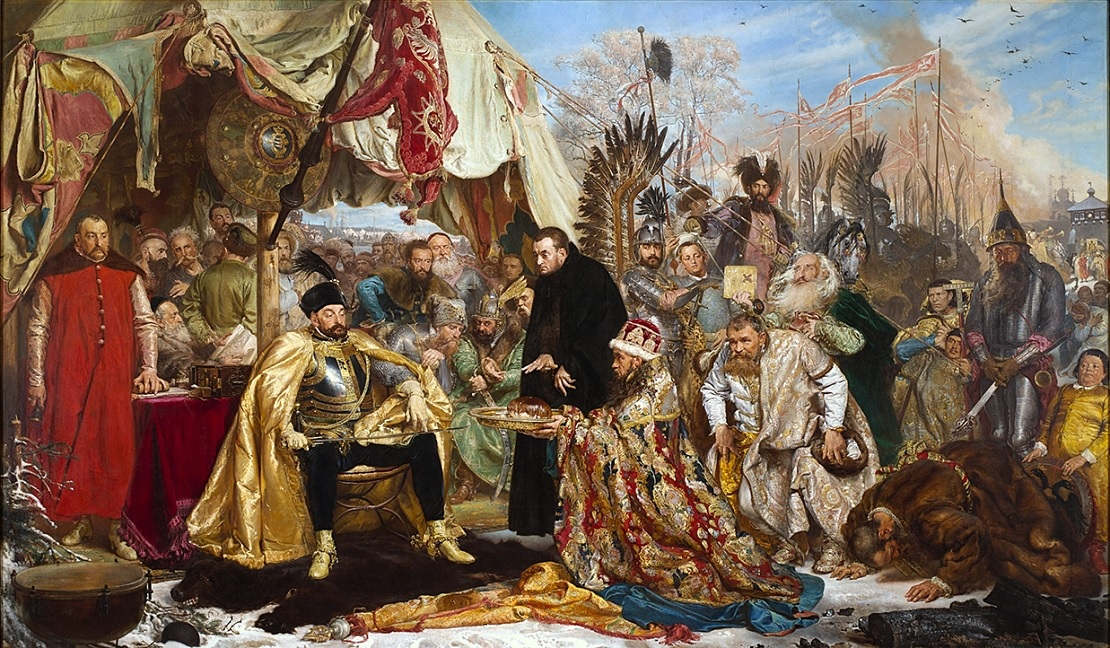
Стефан Баторий под Псковом. Картина Яна Матейко, 1872

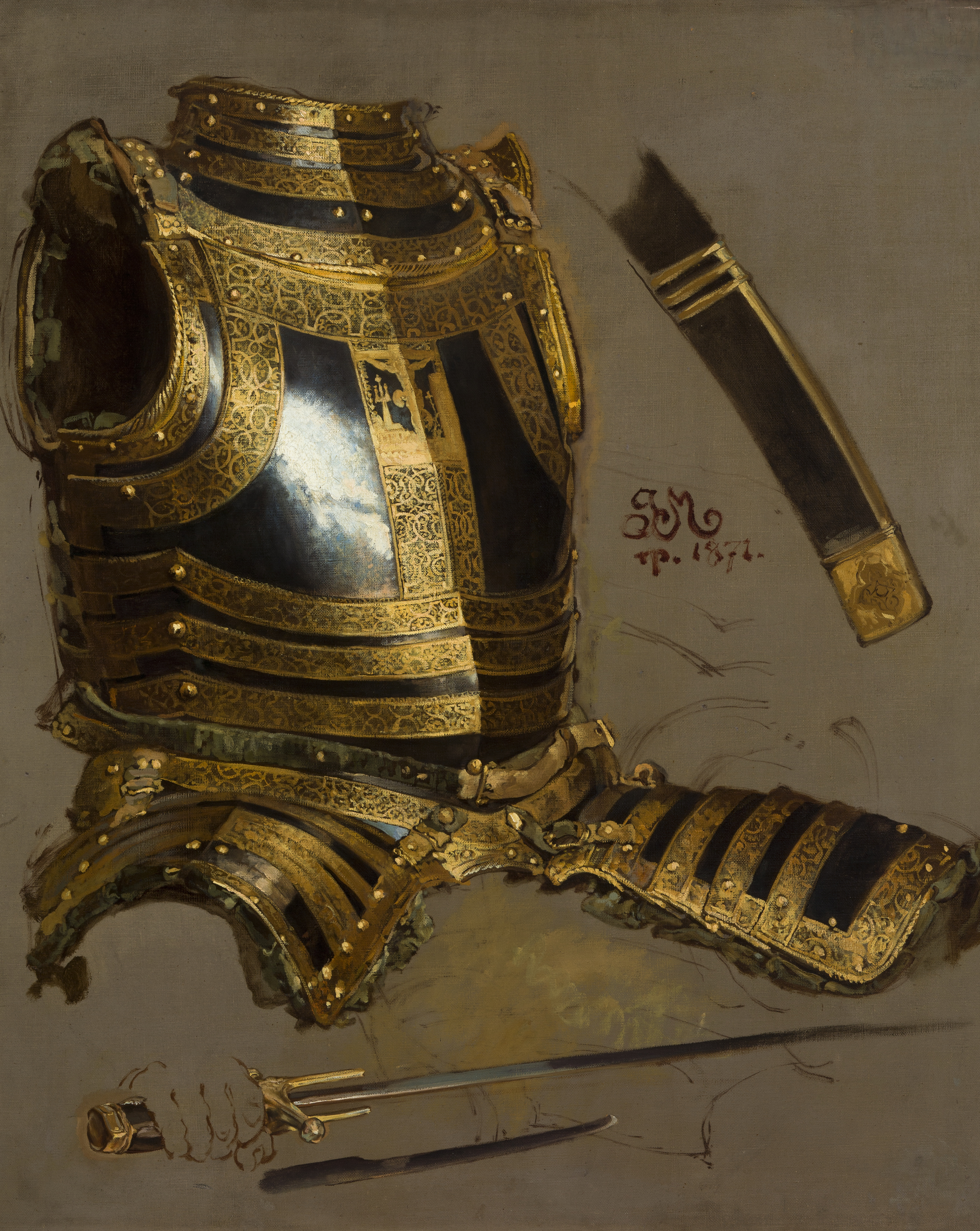
Доспехи Стефана Батория. Картина Яна Матейко

Видя опасность для Речи Посполитой, он намеревался завоевать Московское государство, для чего предпринял подготовительные меры, из которых одни должны были побудить в шляхте рыцарских дух и податную щедрость, другие сформировать вооружённую силу, которая сглаживала бы недостатки «кварцяного войска» и «посполитого рушения». Третьи меры были направлены обеспечить Польшу во время войны от турецкого нападения. На Варшавском сейме 1578 года, король желая побудить шляхту к пожертвованиям на московскую войну, в угоду шляхте, отказался от апелляционного королевского судопроизводства и доверил вершить судебные дела трибуналам, которые состояли из избранных депутатов. Шляхта отблагодарила короля, установив подати в размере, до сего времени не практиковавшиеся — злотый с лана. Чтобы собрать деньги на войну с Москвой, Баторий не только уменьшил свою власть над шляхтой, но и отказался от инкорпорирования в состав Польши княжеской Пруссии, которая согласно Краковскому договору 1525 года, в случае бездетной смерти Альбрехта должно было перейти его братьям. Кроме гданьской контрибуции, сеймового сбора и субсидий, Баторий употребил на войну с Москвой и кварту, предназначавшуюся исключительно для оборонных целей.
При комплектовании армии Баторий отказался от шляхетского ополчения, широко использовал наёмников, главным образом венгров и немцев, пытался создать постоянную армию путём набора солдат в королевских имениях. Приказал брать с определённого числа ланов людей, способных к воинскому делу и создал таким образом пехоту, пренебрегаемую до сего времени в Речи Посполитой. Намерение вести войну вынудило его организовать войско и из казаков. В июне 1578 года король Стефан Баторий, желая обезопасить себя, в угоду туркам, в Варшаве заключил молдавского господаря Ивана Подкову под стражу и приказал казнить его во Львове на рыночной площади, препятствовал походам казаков на турецкие владения и города.
В 1579—1582 годах принимал участие в Ливонской войне (1558—1583) и искусным маневрированием добился ряда побед над войсками Московского царства, сведя на нет все завоевания Ивана Грозного в Ливонии. Взял крепость Сокол, зверски уничтожив 4000 защитников. В 1580 году захватил Великие Луки. Конные отряды из войска Батория совершили набеги на Смоленщину и Черниговщину, причем, на Смоленщине отряд Филона Кмиты был разбит русскими воеводами.
После неудачной осады Пскова король заключил Ям-Запольский мир с Россией.
В союзе с церковью и католическими монархами Европы, король надеялся привести в исполнение планы, расстроенные Запольским миром. Пользуясь смертью Ивана Грозного (ум. 1584) и вступлением на престол Федора Ивановича, Батория помышлял о новой войне с Москвой, за которой должен был последовать поход на Турцию. Он переговаривался с Сикстом V и с испанским королём Филиппом II, созвал сейм для поиска средств на новую московскую войну, но этим планам помешала кончина Батория.

## Смерть
Баторий скончался 12 декабря, в спальне своего гродненского замка, после ухудшения давних проблем со здоровьем.  Предполагается, что смерть короля наступила в результате уремии, развитие которой связывают с якобы неумеренным употреблением алкоголя. По мнению некоторых специалистов, причинной проблем с почками стали скорее генетические заболевания Батория.
Попытки лечения в последние недели жизни, а также результаты вскрытия тела, подробно описаны его придворными врачами. Медики применяли, среди прочего, камень безоар и цветы морозника.  Больной король вёл себя мужественно и незадолго до смерти сказал: «Я уже отдал себя в руки Бога, я приготовлен к смерти, меня это не пугает, если я и не буду говорить, это потому, что у меня тяжёлая голова и я хотел бы заснуть».
В воспоминаниях Ежи Хъякора (предположительно, псевдоним доктора Николая Буччелло) упоминаются последние часы жизни монарха:

 Тут канцлеры подошли к королевской комнате, упрекая врачей в том, что они не предупредили об опасности. Буччелло ответил, что, когда король говорил никого не впускать, они боялись не исполнить королевский приказ, но теперь, когда они его спрашивают, он должен сказать, что король вскоре попрощается с жизнью. Только он сказал эти слова и у короля случился жестокий пароксизм. Именно тогда Симмониус впервые сказал сенаторам, что он также понял, что королевская болезнь была смертельной, но как долго король сможет прожить только после второго пароксизма он сможет судить. Потом его позвали растереть короля, ему помогал сам Веселини, но тотчас второй был ужасный пароксизм, такой, что наш лучший господин, храбрейший из королей, отдал во время него свой дух.
— Воспоминания Е. Хъякора. Перевод из книги Е. Асноревского «Знатные истории: элита Гродно в период XVI—XVIII веков».
Вскрытие тела Батория считается первым таким медицинским актом, задокументированным на территории Восточной Европы. Первоначально был похоронен в Гродно, но позже его гроб перевезли в Краков и захоронили на Вавеле. После его смерти в Речи Посполитой началось бескоролевье, состоялись выборы нового монарха, на которых победил Сигизмунд Ваза.

## Память
В окрестностях бывшего имения Станкруль Борисовского уезда Минской губернии, расположенного при древнем тракте из Докшиц в Борисов, находился огромный каменный крест, установленный в честь короля Стефана Батория. На нем частично виднелись надписи, в частности «Rex Pol…», и в самом низу были изображены скрещенные ложка и вилка. Согласно легенде, во время похода короля на Полоцк и Псков в здешних окрестностях произошла битва с царскими войсками, которые возглавлял князь Капитула. Царские войска были рассеяны. При этом был уничтожен урожай жита на поле, где произошла битва. Владелец поля, который проживал в застенке возле поля, пришёл к королю с просьбой получить компенсацию за уничтоженный урожай. «Станьте королем и выслушайте мою просьбу», — сказал он. «Молчи (по-польскому „милч“) и будет тебе награда», — ответил король. Владельцу выделили имение, которое назвали Милч (располагалось в Милчанской волости Борисовского уезда). Место, где мужик остановил короля, назвали Станкруль. Каменный крест был воздвигнут на месте обеда и отдыха короля.

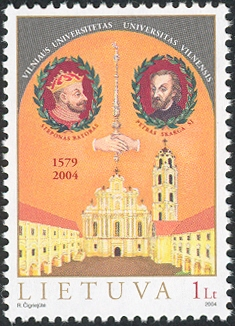
Стефан Баторий, Пётр Скарга и Вильнюсский университет на марке Литвы 2004 года

В Мядельском районе находится озеро Баторино (входит в Нарочанскую группу озёр). В документах середины XVI века озеро называется Воторино. В последующем закрепилось название Баторино. Легенда гласит, что по льду озера передвигалась конница с артиллерией короля Стефана Батория. Лед не выдержал и много ратников утонуло. С тех пор озеро стало называться Баторинским либо Баторино.
В лесу возле деревни Комарово Свирского сельсовета сохранился колодец, который был выкопан по приказу короля. В 1855 году известный путешественник и краевед Адам Киркор записал предание, согласно которому в Комаровском лесу, что находился в границах владений Наполеона Хоминского, сохранился колодец под названием Королевский. Колодец был выкопан по приказу короля Стефана Батория, который в 1579 году собирался в поход на Полоцк против войск московского царя Ивана Васильевича и проживал в соседнем местечке Свирь в здании плебании. Адам Киркор отмечал, что среди подданных Наполеона Хоминского ещё со времен их дедов и прадедов колодец назывался Баторинский и Бекешевский.
Восстановленный в 1919 году в Вильне университет носил имя Стефана Батория (Университет Стефана Батория). Именем Батория называется улица в Вильнюсе, ведущая от центра города в направлении Полоцка, и одна из улиц в центре Гродно.

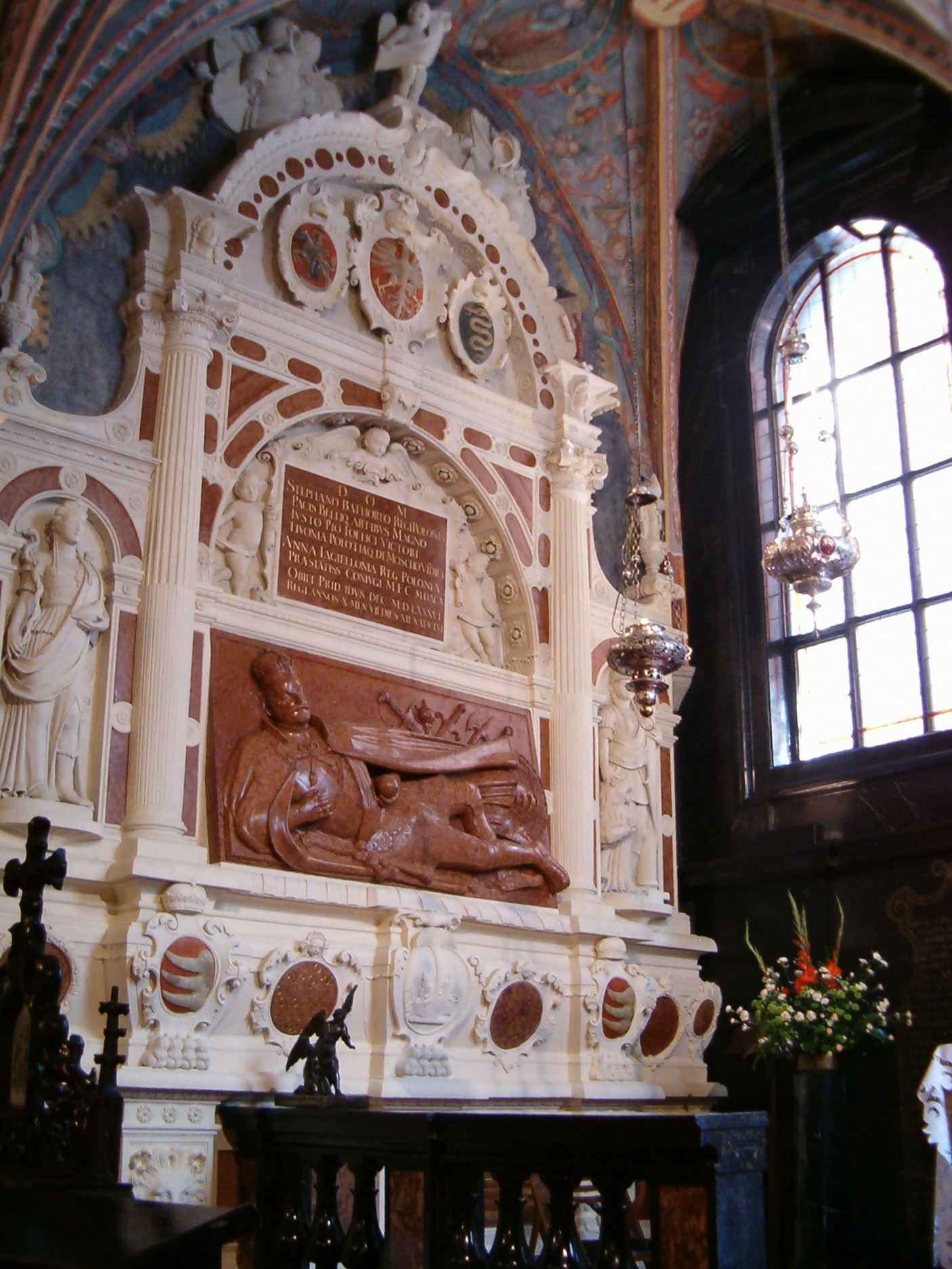
Надгробие Стефана Батория в Вавельском соборе

В 1994 году в Большом дворе ансамбля Вильнюсского университета была установлена мемориальная таблица в память короля польского и великого князя литовского Стефана Батория, основателя Виленской академии и Университета Общества Иисуса, с надписью на латинском языке из польского хрониста XVI века Мартина Кромера.
В 2002 году в эстонском городе Валга на Центральной аллее был установлен памятник Стефану Баторию. Он представляет собой бронзовую мемориальную плиту с профилем короля, прикрепленную к гранитному постаменту. На плите перечислены звания короля на эстонском, венгерском и польском языках. Мемориал открыть в память о том, что Баторий предоставил Валге права города в 1584 году.

## Упоминание в художественной литературе
В сказочной повести Гоголя «Страшная месть» Стефан Баторий упоминается как «король Степан», которому служат казаки Иван и Петро. Король Степан ведёт войну с турками, которые вторглись в пределы его государства и для перелома в войне необходимо выкрасть одного пашу, видного военачальника. За это Степан обещает награду. Ивану удаётся выкрасть пашу и привести того к королю, Степан награждает Ивана. Так же упоминается в повести Н.В. Гоголя "Тарас Бульба".